# Привид моделі «Т»
« Привид моделі «Т»» (англ. A Ghost of the Model T) — науково-фантастичне оповідання Кліффорда Сімака, вперше опубліковане журналом «Epoch» 1975 року.

## Сюжет
До літнього чоловіка під'їжджає авто його молодості Ford Model T і відвозить у його молодість за часів «сухого закону», де він зустрічає свого друга.
Наприкінці він згадує, що його друг недавно помер.